# Bromelia pinguin
Espèce
Synonymes
- Agallostachys fastuosa (Lindl.) Beer
- Agallostachys pinguin (L.) Beer
- Ananas pinguin (L.) Gaertn.
- Ananas pinguin Trew
- Bromelia fastuosa Lindl.
- Bromelia ignea Beer
- Bromelia peguin L.
- Bromelia sepiaria Schult. & Schult.f. [invalide]
- Karatas pinguin (L.) Mill.

Bromelia pinguin est une espèce de plantes à fleurs de la famille des Bromeliaceae, originaire des régions tropicales d'Amérique.

## Synonymes
- Agallostachys fastuosa (Lindl.) Beer
- Agallostachys pinguin (L.) Beer
- Ananas pinguin (L.) Gaertn.
- Ananas pinguin Trew
- Bromelia fastuosa Lindl.
- Bromelia ignea Beer
- Bromelia peguin L.
- Bromelia sepiaria Schult. & Schult.f. [invalide]
- Karatas pinguin (L.) Mill.

## Distribution
L'espèce est largement présente de l'Amérique centrale au nord de l'Amérique du Sud et à la Caraïbe, notamment au Mexique, au Belize, au Salvador, au Guatemala, au Honduras, au Nicaragua, au Panama, à Cuba, en République dominicaine, en Jamaïque, au Guyana, au Suriname, au Venezuela, en Colombie et en Équateur.

## Description
L'espèce est hémicryptophyte.